# Морозов Андрій Анатолійович
Андрій Анатолійович Морозов (15 лютого 1961, Москва, СРСР) — радянський хокеїст, лівий нападник. Переможець молодіжної першості світу.

## Біографічні відомості
Вихованець СДЮШОР московського «Динамо». 1978 року став чемпіоном і кращим нападником юніорської першості СРСР, наступного сезону — переможцем молодіжного чемпіонату. Бронзовий призер юніорського чемпіонату Європи 1978 року. Серед його партнерів — кияни Анатолій Хоменко і Євген Попов. Переможець молодіжної першості світу 1980 року. Найбільш відомими з гравців того складу стали олімпійські чемпіони Володимир Крутов, Ігор Ларіонов і Сергій Свєтлов.
Перший матч у вищій лізі провів 27 квітня 1980 року. Московські «динамівці» поступилося челябінському «Трактору» (5:6). В наступних сезонах захищав кольори клубів «Динамо» (Харків), «Динамо» (Рига), «Крила Рад» (Москва) і «Дизеліст» (Пенза). Найкращий снайпер харків'ян у чемпіонаті 1980/1981 (42 голи). Майстер спорту СРСР. У вищій лізі 115 провів матчів (17+16). Більшість часу грав з братом Ігорем Морозовим.

## Досягнення
- Чемпіон світу серед молоді (1): 1980
- Бронзовий призер юніорського чемпіонату Європи (1): 1979

## Статистика
| Сезон               | Команда              | Ліга                | І   | Г  | П  | 0  | Штр |
| ------------------- | -------------------- | ------------------- | --- | -- | -- | -- | --- |
| 1979-80             | «Динамо» (Москва)    | СРСР                | 4   | 0  | 0  | 0  | 0   |
| 1980-81             | «Динамо» (Харків)    | СРСР-3              | 59  | 42 | 14 | 56 |     |
| 1981-82             | «Динамо» (Рига)      | СРСР                | 14  | 1  | 1  | 2  | 8   |
| 1981-82             | «Динамо» (Харків)    | СРСР-3              | 10  | 4  | 4  | 8  | 4   |
|                     | «Динамо» (Харків)    | СРСР-3              |     | 5  |    |    |     |
| 1982-83             | «Крила Рад» (Москва) | СРСР                | 41  | 8  | 7  | 15 | 21  |
| 1983-84             | «Крила Рад» (Москва) | СРСР                | 30  | 6  | 7  | 13 | 10  |
| 1984-85             | «Крила Рад» (Москва) | СРСР                | 26  | 2  | 1  | 3  | 4   |
|                     | «Крила Рад» (Москва) | перехідна           | 25  | 3  |    |    |     |
| 1985-86             | «Динамо» (Харків)    | СРСР-2              | 61  | 19 | 8  | 27 | 28  |
| 1986-87             | «Динамо» (Харків)    | СРСР-2              | 18  | 5  | 1  | 6  | 6   |
| Всього у вищій лізі | Всього у вищій лізі  | Всього у вищій лізі | 115 | 17 | 16 | 33 | 43  |
| 1992-93             | «Дизеліст» (Пенза)   | Росія-2             | 54  | 13 | 11 | 24 | 22  |